# Дружба (Алейський район)
Дру́жба (рос. Дружба) — село у складі Алейського району Алтайського краю, Росія. Адміністративний центр Дружбинської сільської ради.

## Населення
Населення — 1159 осіб (2010; 1258 у 2002).
Національний склад (станом на 2002 рік):
- росіяни — 93 %